# Curvatura do espaço-tempo

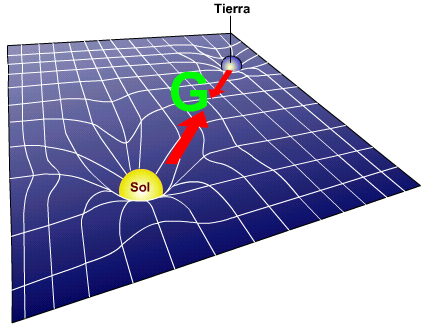
Esquema da curvatura do espaço-tempo.

A curvatura do espaço-tempo é a principal consequência da teoria da relatividade geral, de acordo com a qual a gravidade é efeito ou consequência da geometria curva do espaço-tempo. Os corpos em um campo gravitacional seguem um caminho espacial curvo, mesmo que eles possam realmente estar se movendo como "linhas de mundo" possíveis "em linha reta" através do espaço-tempo curvo.  É importante salientar que as linhas mais "retas" ou unindo dois pontos com o comprimento mais curto possível em um determinado espaço de tempo são chamadas de linhas geodésicas e são linhas de curvatura mínima.

## História das geometrias não euclidianas
As ideias básicas que levaram à noção de que o espaço físico é curvo e portanto não euclidiano se devem às muitas tentativas, ao longo de vários séculos, em demonstrar se o quinto postulado de Euclides podias ser derivado do restante dos axiomas da geometria euclidiana. Este postulado afirma que fixada uma reta e um ponto exterior a esta, existe uma e somente uma reta paralela à primeira que passe por tal ponto.
Essas tentativas culminaram com a constatação de Bolyai e Gauss de que este axioma ou postulado das paralelas pode ser contestado, e se podiam construir geometrias onde simplesmente o postulado é falso, dando lugar às geometria não euclidianas. Assim, além do espaço plano ou euclidiano, podemos construir outros espaços de curvatura constante como:
- O espaço aberto hiperbólico de Bolyai-Lobachevski no qual existe não uma, senão infinitas retas paralelas a uma reta dada que passem por um ponto exterior prefixado.
- O espaço fechado elíptico de Riemann no qual não existe nenhuma reta paralela exterior a outra dada que não se intersectem.